# Колістіко-Рівер 29
Колістіко-Рівер 29 (англ. Coglistiko River 29) — індіанська резервація в Канаді, у провінції Британська Колумбія, у межах регіонального округу Карібу.

## Населення
За даними перепису 2016 року, індіанська резервація не ма постійного населення.

## Клімат
Середня річна температура становить 2,8°C, середня максимальна – 18,4°C, а середня мінімальна – -16,2°C. Середня річна кількість опадів – 422 мм.
| Клімат поселення                              | Клімат поселення | Клімат поселення | Клімат поселення | Клімат поселення | Клімат поселення | Клімат поселення | Клімат поселення | Клімат поселення | Клімат поселення | Клімат поселення | Клімат поселення | Клімат поселення | Клімат поселення |
| Показник                                      | Січ.             | Лют.             | Бер.             | Квіт.            | Трав.            | Черв.            | Лип.             | Серп.            | Вер.             | Жовт.            | Лист.            | Груд.            |                  |
| Середній максимум, °C                         | −2,17            | 1,36             | 4,99             | 9,90             | 14,73            | 18,35            | 17,62            | 17,50            | 13,34            | 8,00             | 0,92             | −3,81            |                  |
| Середня температура, °C                       | −9,19            | −5,67            | −2,03            | 2,88             | 7,70             | 11,32            | 13,43            | 13,29            | 9,14             | 3,82             | −3,29            | −7,99            |                  |
| Середній мінімум, °C                          | −16,22           | −12,69           | −9,07            | −4,15            | 0,67             | 4,28             | 9,23             | 9,09             | 4,95             | −0,39            | −7,48            | −12,2            |                  |
| Норма опадів, мм                              | 32               | 17               | 16               | 19               | 36               | 58               | 58               | 44               | 38               | 35               | 36               | 33               |                  |
| Середньомісячна швидкість вітру, м/с          | 1.69             | 1.80             | 2.10             | 2.30             | 2.26             | 2.19             | 2.10             | 1.87             | 1.84             | 2.02             | 2.00             | 1.71             |                  |
| Середньомісячна сонячна радіація, кДж/м²·день | 2750             | 5421             | 10268            | 15057            | 18444            | 20067            | 20217            | 17092            | 11661            | 6291             | 3063             | 2025             |                  |
| --------------------------------------------- | ---------------- | ---------------- | ---------------- | ---------------- | ---------------- | ---------------- | ---------------- | ---------------- | ---------------- | ---------------- | ---------------- | ---------------- | ---------------- |
| Джерело:                                      |                  |                  |                  |                  |                  |                  |                  |                  |                  |                  |                  |                  |                  |